# Persona non grata
Persona non grata (łac. „intruz”, „osoba niepożądana”, l.mn. personae non gratae) – w dyplomacji termin oznaczający członka personelu dyplomatycznego (szefa misji dyplomatycznej, attaché, chargé d’affaires, radców, a także ich rodziny przebywające wraz z nimi na misji) lub konsularnego, który otrzymał nakaz opuszczenia terytorium kraju, w którym przebywa. Termin ten nie jest równoznaczny z pojęciem „osoby niepożądanej”, gdyż za taką można uznać jedynie personel administracyjny i techniczny (np. lekarzy, sekretarki) oraz służbę misji dyplomatycznej (np. kierowcy, kucharze, ogrodnicy).

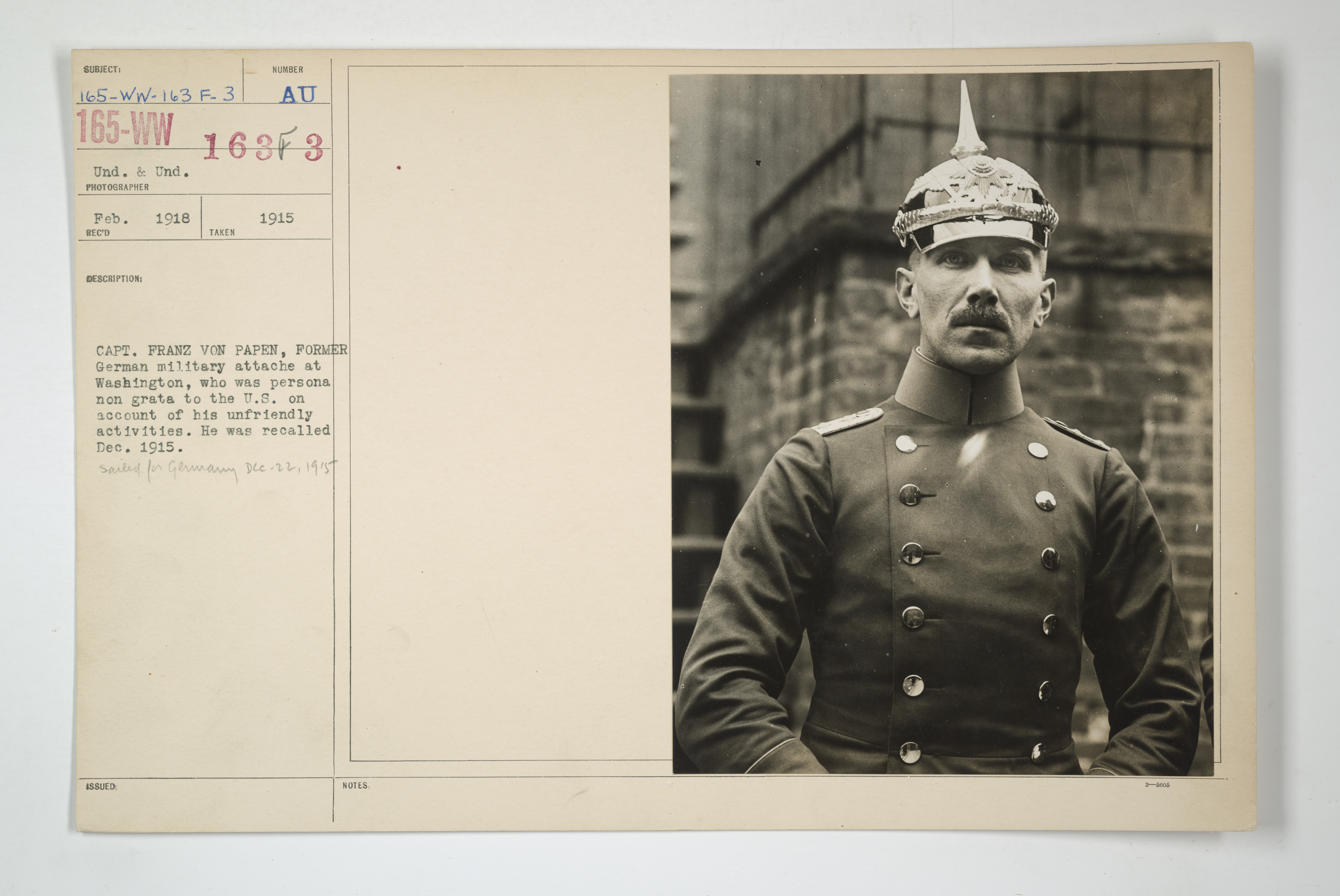
Kapitan Franz von Papen, były niemiecki attache wojskowy w Waszyngtonie, który był persona non grata dla USA z powodu swojej nieprzyjaznej działalności

Na gruncie prawa międzynarodowego, kwestię tę reguluje konwencja wiedeńska o stosunkach dyplomatycznych z 18 kwietnia 1961, gdzie w art. 9 pkt 1 zapisano:

Państwo przyjmujące może w każdym czasie i bez obowiązku uzasadnienia swej decyzji zawiadomić państwo wysyłające, że szef misji, bądź którykolwiek z członków personelu dyplomatycznego misji, jest persona non grata albo, że ktokolwiek inny z członków personelu misji jest osobą niepożądaną. Państwo wysyłające odpowiednio do okoliczności bądź odwoła daną osobę bądź położy kres jej funkcjom w misji.

W praktyce stosunków dyplomatycznych, procedury uznania za persona non grata używa się najczęściej wobec dyplomatów, którzy rażąco naruszyli prawo lub obyczaje państwa przyjmującego, w szczególności poprzez prowadzenie działalności szpiegowskiej. Często bywa to również kara za publiczne krytykowanie państwa przyjmującego lub próbę nadmiernej ingerencji w jego sprawy wewnętrzne. Niekiedy jest to również forma okazania niezadowolenia z określonych działań państwa wysyłającego. W takich sytuacjach wydalenie dyplomatów staje się częścią szerszego kryzysu w stosunkach dwustronnych.
Wydalenie dyplomatów, niezależnie od swoich przyczyn, jest uważane za akt nieprzyjazny wobec państwa wysyłającego i niemal zawsze spotyka się z retorsjami, zwykle w postaci wydalenia (ekspulsja) takiej samej liczby dyplomatów podobnego szczebla z placówki państwa przyjmującego w państwie wysyłającym.
W szczególnych przypadkach państwa uznają także za persona non grata zagranicznych polityków, którzy zajęli skrajnie nieprzyjazne stanowisko wobec tego państwa. Np. w latach 90. Polska uznała za osobę niepożądaną Władimira Żyrinowskiego po tym, jak w jednej z wypowiedzi przyrównał ją do prostytutki. Może być to również forma sankcji nałożonej na przywódcę lub wysokiej rangi funkcjonariusza państwa, nałożona w celu „ukarania go” za określone działania, np. udział w dyktatorskim reżimie. W takich sytuacjach, polityk otrzymuje zakaz wstępu na terytorium danego państwa lub ich grupy (jeśli tego rodzaju sankcje nałoży np. Unia Europejska).